# Cuộc điều tra luận tội Donald Trump lần thứ nhất
Cuộc điều tra luận tội Donald Trump lần thứ nhất đã được bắt đầu vào ngày 24 tháng 9 năm 2019, khi bà Nancy Pelosi, Chủ tịch Hạ viện Hoa Kỳ, tuyên bố trong một bài phát biểu trên truyền hình bắt đầu một cuộc điều tra luận tội chính thức về Donald Trump, tổng thống thứ 45 của Hoa Kỳ. Cuộc điều tra luận tội này bắt đầu sau khi Tổng thống Trump và luật sư cá nhân Rudy Giuliani liên tục thúc ép chính phủ Ukraina điều tra Hunter Biden, con trai của cựu phó tổng thống và ứng cử viên tổng thống năm 2020 Joe Biden. Vào tháng 7, Trump đã giữ lại một khoản viện trợ quân sự cho Ukraine; ông đã bỏ qua việc giữ lại này vào tháng 9.
Vào ngày 31 tháng 10, Hạ viện đã bỏ phiếu biểu quyết với tỷ lệ phiếu thuận/phiếu chống là 232/196 để thiết lập các thủ tục cho các phiên điều trần công khai, bắt đầu vào ngày 13 tháng 11. Khi các phiên điều trần bắt đầu, Chủ tịch Ủy ban Tình báo Hạ viện Adam Schiff cho biết Tổng thống Trump có thể đã phạm tội hối lộ, tội được liệt kê cụ thể là một hành vi phạm tội không thể chối cãi trong Hiến pháp. Lời khai của quốc hội tư nhân và công cộng của mười hai nhân chứng chính phủ vào tháng 11 năm 2019 đã đưa ra bằng chứng cho thấy Trump yêu cầu ủng hộ chính trị để đổi lấy hành động chính thức. Vào ngày 10 tháng 12, Ủy ban Tư pháp Hạ viện Hoa Kỳ đã tiết lộ các nội dung luận tội: một cho lạm quyền và một cho cản trở Quốc hội. Ba ngày sau, Ủy ban Tư pháp đã bỏ phiếu dọc theo các đảng phái (23-17) để phê chuẩn cả hai điều khoản. Vào ngày 18 tháng 12, Hạ viện đã bỏ phiếu để luận tội Trump cho cả hai cáo buộc.
Theo quy định của Hiến pháp Hoa Kỳ, Thượng viện sẽ tổ chức phiên bỏ phiếu luận tội và phế truất Tổng thống Trump vào tháng 1/2020. Tổng thống Donald Trump sẽ chính thức bị luận tội và bãi nhiệm nếu có 2/3 số phiếu tại Thượng viện (67/100 Thượng nghị sĩ tại Thượng viện) bỏ phiếu thuận. Đến thời điểm 2019, Thượng viện Hoa Kỳ có 53 nghị sĩ thuộc Đảng Cộng hòa.

## Bối cảnh
Những nỗ lực luận tội Donald Trump đã được thực hiện bởi nhiều người và các nhóm người khẳng định rằng Tổng thống Mỹ Donald Trump đã tham gia vào hoạt động luận tội cả trước và trong nhiệm kỳ tổng thống của ông. Cuộc nói chuyện luận tội bắt đầu trước khi ông Trump nhậm chức. Những nỗ lực chính thức được khởi xướng bởi Nghị sĩ Hạ viện Al Green và Brad Sherman, cả hai đều thuộc đảng Dân chủ (D), vào năm 2017, năm đầu tiên của nhiệm kỳ tổng thống của ông.
Nghị quyết luận tội tháng 12 năm 2017 đã thất bại tại Hạ viện với tỷ lệ 58-364. Đảng Dân chủ đã giành quyền kiểm soát Hạ viện vào năm 2019 và đưa ra nhiều cuộc điều tra về hành động và tài chính của Trump. Chủ tịch Hạ viện Hoa Kỳ Nancy Pelosi ban đầu chống lại các lời kêu gọi luận tội. Vào tháng 5 năm 2019, bà chỉ ra rằng những hành động liên tục của Trump, mà bà đặc trưng cho là cản trở công lý và từ chối tôn vinh trát đòi của quốc hội, có thể khiến một cuộc điều tra luận tội cần thiết. Ngày càng nhiều đảng viên Dân chủ Hạ viện và một đảng Cộng hòa đang yêu cầu một cuộc điều tra như vậy.

## Tha bổng
Vào ngày 5 tháng 2 năm 2020, Thượng viện đã bỏ phiếu "quyết định" nhiệm kì của tổng thống Trump.
Đối với tội danh lạm dụng quyền lực xuất phát từ việc ông Trump yêu cầu Ukraine điều tra đối thủ chính trị là ông Joe Biden, một ứng cử viên cho vị trí Tổng thống của đảng Dân chủ, Thượng viện đã bỏ phiếu với tỷ lệ 52/48 để tha bổng cho ông Trump. Thượng nghị sĩ Mitt Romney là thành viên duy nhất của đảng Cộng hòa bỏ phiếu "có tội" với tội danh lạm dụng quyền lực.
Thượng viện sau đó cũng bỏ phiếu với tỷ lệ 53/47 để tha bổng tội cản trở của Quốc hội bằng cách chặn các nhân chứng và tài liệu mà Hạ viện tìm kiếm.

Như vậy, tổng thống Trump đã được tha bổng ở cả hai tội danh, kết thúc cuộc điều tra, và tại vị cho đến hết nhiệm kỳ đầu và duy nhất. 